# Halowe Mistrzostwa Świata w Lekkoatletyce 2006 – bieg na 60 m przez płotki mężczyzn
Bieg na 60 m przez płotki mężczyzn – jedna z konkurencji rozgrywanych podczas halowych mistrzostw świata w lekkoatletyce w 2006. Eliminacje, półfinały oraz finał odbyły się 11 marca.
Do eliminacji zgłoszonych zostało 35 zawodników z 28 państw.
Zawody w tej konkurencji wygrał reprezentant Stanów Zjednoczonych Terrence Trammell. Drugą pozycję zajął zawodnik z Kuby Dayron Robles, trzecią zaś reprezentujący kraj triumfatora Dominique Arnold.

## Wyniki

### Eliminacje
Źródło: 
Bieg 1
| Miejsce | Zawodnik               | Państwo    | Wynik | Uwagi |
| ------- | ---------------------- | ---------- | ----- | ----- |
| 1.      | Thomas Blaschek        | Niemcy     | 7,65  |       |
| 2.      | Elmar Lichtenegger     | Austria    | 7,71  |       |
| 3.      | Olli Talsi             | Finlandia  | 7,77  |       |
| 4.      | Ivan Bitzi             | Szwajcaria | 7,86  |       |
| 5.      | Anthony De Sevelinges  | Monako     | 8,90  |       |
| –       | Elton Bitincka         | Albania    | DNS   |       |
| –       | Wafi Shaddad Hasan Ali | Jemen      | DNS   |       |

Bieg 2
| Miejsce | Zawodnik              | Państwo             | Wynik | Uwagi |
| ------- | --------------------- | ------------------- | ----- | ----- |
| 1.      | Maurice Wignall       | Jamajka             | 7,58  |       |
| 2.      | Paulo Villar          | Kolumbia            | 7,63  | NR    |
| 3.      | Staņislavs Olijars    | Łotwa               | 7,70  | SB    |
| 4.      | Jewgienij Borisow     | Rosja               | 7,70  |       |
| 5.      | Marcel van der Westen | Holandia            | 7,77  |       |
| 6.      | Jared MacLeod         | Kanada              | 7,89  |       |
| 7.      | Miroslav Novaković    | Serbia i Czarnogóra | 8,05  |       |

Bieg 3
| Miejsce | Zawodnik               | Państwo           | Wynik | Uwagi |
| ------- | ---------------------- | ----------------- | ----- | ----- |
| 1.      | Dayron Robles          | Kuba              | 7,55  | PB    |
| 2.      | Dominique Arnold       | Stany Zjednoczone | 7,67  |       |
| 3.      | Mateus Facho Inocêncio | Brazylia          | 7,72  |       |
| 4.      | Chris Pinnock          | Jamajka           | 7,72  | SB    |
| 5.      | Mike Fenner            | Niemcy            | 7,76  |       |
| 6.      | Alexandru Mihailescu   | Rumunia           | 7,86  |       |
| 7.      | Abdallah Mohamed       | Komory            | 8,15  | SB    |

Bieg 4
| Miejsce | Zawodnik          | Państwo           | Wynik | Uwagi |
| ------- | ----------------- | ----------------- | ----- | ----- |
| 1.      | Terrence Trammell | Stany Zjednoczone | 7,64  |       |
| 2.      | Yoel Hernández    | Kuba              | 7,66  | SB    |
| 3.      | Serhij Demydiuk   | Ukraina           | 7,67  |       |
| 4.      | Gregory Sedoc     | Holandia          | 7,71  |       |
| 5.      | Dudley Dorival    | Haiti             | 7,80  |       |
| 6.      | Masato Naitō      | Japonia           | 7,82  | SB    |
| 7.      | Cédric Lavanne    | Francja           | 7,85  |       |

Bieg 5
| Miejsce | Zawodnik           | Państwo  | Wynik | Uwagi |
| ------- | ------------------ | -------- | ----- | ----- |
| 1.      | Igor Pieriemota    | Rosja    | 7,66  |       |
| 2.      | Shi Dongpeng       | Chiny    | 7,67  | PB    |
| 3.      | Andrea Giaconi     | Włochy   | 7,81  |       |
| 4.      | Stanislav Sajdok   | Czechy   | 7,81  |       |
| 5.      | Dawit Ilariani     | Gruzja   | 7,86  | SB    |
| 6.      | Redelén dos Santos | Brazylia | 7,93  |       |
| 7.      | Avele Tanielu      | Samoa    | 8,64  | NR    |

### Półfinały
Źródło: 
Bieg 1
| Miejsce | Zawodnik        | Państwo    | Wynik | Uwagi |
| ------- | --------------- | ---------- | ----- | ----- |
| 1.      | Maurice Wignall | Jamajka    | 7,58  |       |
| 2.      | Yoel Hernández  | Kuba       | 7,64  | SB    |
| 3.      | Gregory Sedoc   | Holandia   | 7,73  |       |
| 4.      | Olli Talsi      | Finlandia  | 7,76  |       |
| 5.      | Ivan Bitzi      | Szwajcaria | 7,85  |       |
| 6.      | Igor Pieriemota | Rosja      | 7,96  |       |
| 7.      | Serhij Demydiuk | Ukraina    | 8,03  |       |
| –       | Mike Fenner     | Niemcy     | DNF   |       |

Bieg 2
| Miejsce | Zawodnik              | Państwo           | Wynik | Uwagi |
| ------- | --------------------- | ----------------- | ----- | ----- |
| 1.      | Terrence Trammell     | Stany Zjednoczone | 7,57  |       |
| 2.      | Thomas Blaschek       | Niemcy            | 7,58  | PB    |
| 3.      | Shi Dongpeng          | Chiny             | 7,63  | PB    |
| 4.      | Elmar Lichtenegger    | Austria           | 7,71  |       |
| 5.      | Stanislav Sajdok      | Czechy            | 7,74  |       |
| 6.      | Marcel van der Westen | Holandia          | 7,80  |       |
| 7.      | Andrea Giaconi        | Włochy            | 7,81  |       |
| 8.      | Dudley Dorival        | Haiti             | 7,94  |       |

Bieg 3
| Miejsce | Zawodnik               | Państwo           | Wynik | Uwagi |
| ------- | ---------------------- | ----------------- | ----- | ----- |
| 1.      | Dominique Arnold       | Stany Zjednoczone | 7,55  |       |
| 2.      | Dayron Robles          | Kuba              | 7,56  |       |
| 3.      | Staņislavs Olijars     | Łotwa             | 7,57  | SB    |
| 4.      | Paulo Villar           | Kolumbia          | 7,61  | NR    |
| 5.      | Mateus Facho Inocêncio | Brazylia          | 7,67  | PB    |
| 6.      | Jewgienij Borisow      | Rosja             | 7,74  |       |
| 7.      | Chris Pinnock          | Jamajka           | 7,78  |       |
| 8.      | Masato Naitō           | Japonia           | 7,82  | SB    |

### Finał
Źródło: 
| Miejsce | Zawodnik           | Państwo           | Wynik | Uwagi |
| ------- | ------------------ | ----------------- | ----- | ----- |
| 01 !    | Terrence Trammell  | Stany Zjednoczone | 7,43  | WL    |
| 02 !    | Dayron Robles      | Kuba              | 7,46  | PB    |
| 03 !    | Dominique Arnold   | Stany Zjednoczone | 7,52  |       |
| 4.      | Maurice Wignall    | Jamajka           | 7,52  | SB    |
| 5.      | Staņislavs Olijars | Łotwa             | 7,52  | SB    |
| 6.      | Thomas Blaschek    | Niemcy            | 7,57  | PB    |
| 7.      | Paulo Villar       | Kolumbia          | 7,61  | NR    |
| 8.      | Yoel Hernández     | Kuba              | 7,62  | SB    |